# Enllà
Enllà és un llibre de poesia escrit per Joan Maragall i publicat l'any 1906.

## Contingut
Enllà s'inclou en l'etapa madura de Joan Maragall. És una obra d'enllaç entre les Pirinenques i el començament de Vistes al Mar. Les seves estades estiuenques havien passat de la muntanya al mar en els anys que va escriure els poemes d'Enllà. Els Maragall havien estat junts al Pirineu per darrer cop el 1901. Posteriorment, Joan Maragall va anar-hi sense la seva família i fills, i varen passar a fer estades a Caldetes i Blanes. Enllà conté un darrer reconeixement a la tan estimada muntanya de Maragall, amb poemes dedicats al Montseny (que havia descobert el 1902 de la mà del seu amic Josep Pijoan) i a Montjuïc.
Quan Maragall escriu aquest llibre és un home públic amb quaranta-sis anys i, en cert sentit, se sent socialment compromès, i amb risc de ser utilitzat per tercers.

### El Comte Arnau
El mite del comte Arnau va entrar en la literatura gràcies al Romanticisme, període en què els estudiosos es començaven a preocupar per tot el tresor folklòric del poble. Molts autors de la Renaixença es van interessar pel mite i el van tractar a les seves obres. Des dels poetes del Jocs Florals, passant per Verdaguer i Carner fins a Sagarra, la majoria li han dedicat algunes planes.
Va ser Joan Maragall qui va tenir una predilecció especial pel Comte Arnau. Durant anys va anar madurant el seu pom, publicat en tres etapes a Visions & Cants, Enllà i Seqüències. Cada una d'aquestes parts correspon a una etapa diferent de la vida del Comte Arnau. L'inici de l'interès de Maragall va ser una estada a Sant Joan de les Abadesses que fa que comenci a estudiar tota l'espiritualitat que comporta el mite, la qual havia cohesionat i idealitzat la nació catalana. Es mostra la influència de Nietzsche a la primera part, on es mostra la passió del comte i d'Adalaisa. A la segona part l'ànima del comte vaga per les muntanyes i cerca la salvació. S'adona que la bondat sense amor no serveix i aquest és el primer símptoma que la consciència reviu i el porta a la cançó, però la cançó sola no pot redimir el comte. Al final de la segona part expressa la idea central del poema i els dubtes de Maragall sobre la direcció que havia de prendre el comte Arnau. A la tercera part Arnau cerca la salvació i s'acosta a la humanitat i aquest apropament fa que el poble el redimeixi encarnat en una pastora que canta la cançó amb una veu viva.
El jove pintor Pablo Picasso, aleshores ja resident a París, en un retorn més o menys breu a Catalunya en copià i traduí al francès alguns passatges, per fer conèixer l'obra a la seva amant Fernande Olivier.

## Estructura
El llibre recull els següents poemes:
- Els Ametllers
- Vistes al Mar
- Les Montanyes
  - Retorn
  - Represa
  - Glosa
- Del Montseny
- Del Montjuic
- L'Anima
  - La canço del comte l'Arnau
  - Escolium